# Kasper Linde Jørgensen
Kasper Linde Jørgensen (23. august 1984 i Bogense) er en dansk tidligere cykelrytter.

## Palmarès
2002
- Danskmester Holdforfølgelsesløb (Junioren)

2005
- Nr. 2 Danskmesterskab Scratch

2006
2007
- Nr. 2 Danskmesterskab Holdforfølgelsesløb

## Teams
- 2005 Team Odense Energi
- 2006 Odense Energi
- 2007 Odense Energi
- 2008 Odense Energi / Energy Fyn
- 2009 Glud & Marstrand Horsens
- 2010 Glud & Marstrand-LRØ